# Orthographe russe avant 1918

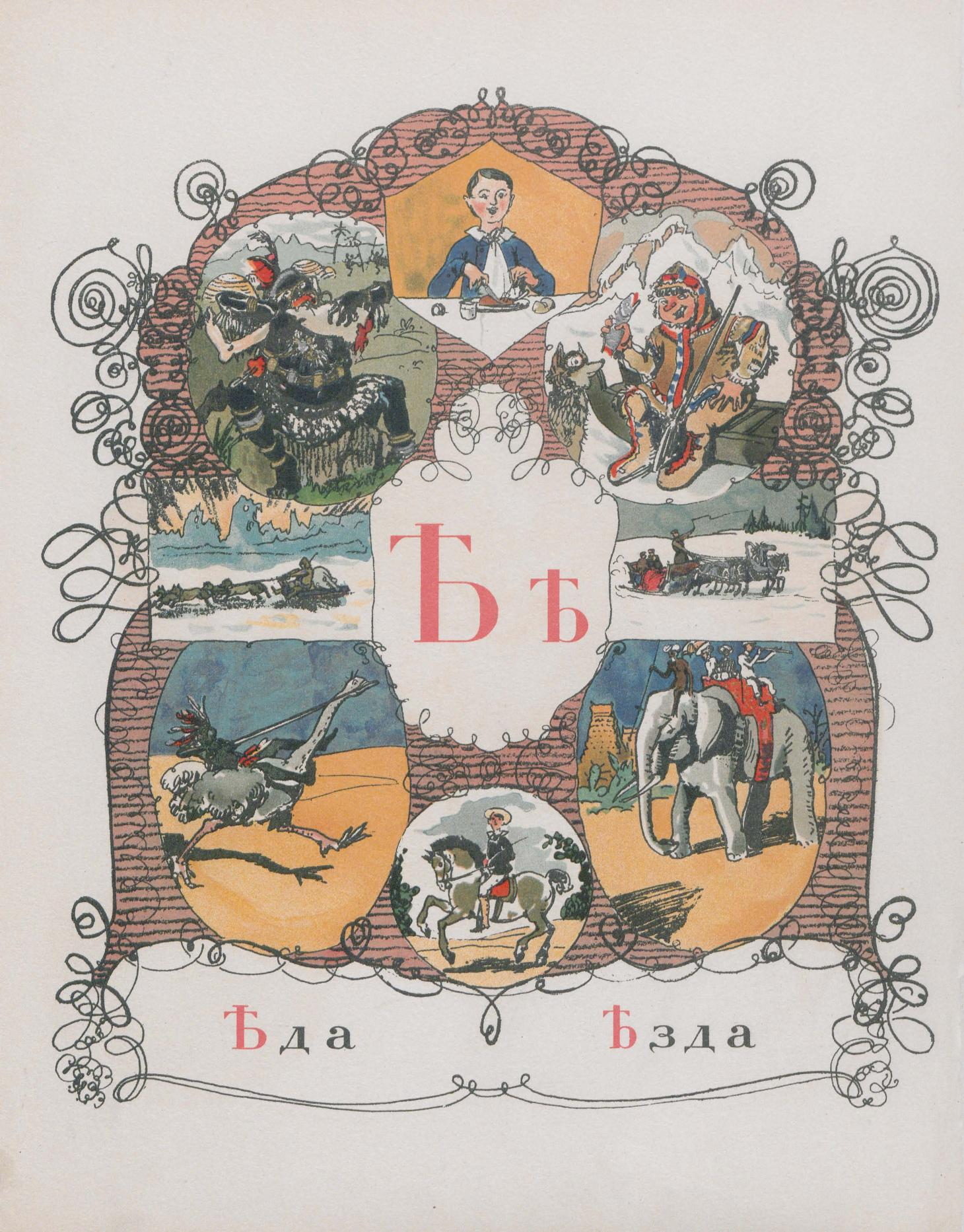
ѣ (yat')

L’orthographe russe avant 1918, aussi appelée orthographe pré-révolutionnaire, est l'orthographe en vigueur en Russie depuis les réformes de Pierre le Grand et jusqu'à la réforme de 1918.

## Alphabet
L'alphabet russe en usage avant 1918 comportait trente-cinq lettres :
| А а | Б б | В в | Г г | Д д | Е е | Ж ж |
| З з | И и | І і | К к | Л л | М м | Н н |
| О о | П п | Р р | С с | Т т | У у | Ф ф |
| Х х | Ц ц | Ч ч | Ш ш | Щ щ | Ъ ъ | Ы ы |
| Ь ь | Ѣ ѣ | Э э | Ю ю | Я я | Ѳ ѳ | Ѵ ѵ |

- Quatre lettres ont été supprimées lors de la réforme :
  - i (i dixième), situé après le и ;
  - ѣ (yat'), situé entre le ь et le э et qui correspond actuellement à un е, plus rarement à un ё ou à un и ;
  - ѳ (fita), situé après le я et remplacé par ф, descendant du thêta grec (θ) ;
  - ѵ (ijitsa), dernière lettre de l'alphabet, venant après ѳ, qui correspond généralement à un и. La lettre provient de l'upsilon grec (υ).
- Le ё et le й ont eux obtenu le statut de lettre et été ajoutés à l'alphabet en 1918 (qui compte depuis 33 lettres). Ils étaient déjà employés avant la réforme et leur emploi n'a pas été modifié.

## Règles orthographiques
1. La lettre і (« i-dixième ») s’emploie devant les voyelles et dans le mot міръ (univers, monde) : вліяніе, акція, пріѣздъ. Les lettres и (« i-huitième ») et й s’emploient devant les consonnes : миръ (paix), бензинъ, райскій, привлекать. Les exceptions sont les mots composés (пятиэтажный, семиуровневый, наиужаснѣйшій) et quand « й » est une translittération d’un « j » d’une langue européenne (майоръ, фейерверкъ) – quand le son se trouve en initial il convient toutefois d’écrire un « і » (іодъ, іота, Нью-Іоркъ).
2. Tout mot qui, dans l'orthographe moderne, finit par une consonne non suivie d'un signe mou était terminé, dans l'ancienne orthographe, par un « ъ » (signe dur ou « еръ ») : боръ, съ праздникомъ, замужъ, ужъ морозъ.
3. La lettre ѳ (fita) s’écrit dans les mots d’origine grecque pour lesquels le θ (thêta) grec se prononçait comme un f lors de leur passage en russe (каѳедра, ариѳметика, логариѳмъ, паѳосъ, Ѳедоръ, Аѳанасій), – dans les autres cas on écrira « т » (теорія, театръ, атеизмъ – malgré la forme initiale : θεωρια, θεατρο, αθεος).
4. La lettre ѵ (ijitsa) s’employait jusqu’au milieu du XIXe siècle dans les mots d’origine grecque s’écrivant à l’origine avec un « υ » (ypsilon), se prononçant généralement « i » mais parfois aussi « v ». Au début du XXe siècle on ne rencontre plus la lettre que dans les textes historiques ou ecclésiastiques et dans quelques mots de la sphère religieuse : мѵро, ѵпостась, ѵпакои. Les grammaires officielles ignoraient déjà l’ijitsa, mais c’était un signe d’érudition que d’écrire correctement les termes « мѵро », « мѵропомазаніе » avec un ѵ, non seulement par égard pour l’Église mais aussi pour différencier le terme des racines « міръ » et « миръ ».
5. Dans les racines la lettre « ѣ » ne s’emploie jamais après les gutturales г, к, х et les chuintantes ш, щ ni après ж, ч, ф. Exceptions : les formes déclinées des pronoms кѣмъ et чѣмъ ainsi que l’ancien nom de la lettre « х » (хѣръ) et ses dérivés (похѣрить).
6. Les mots dans lesquels le son [e] est une voyelle mobile pouvant prendre la forme d’un ь ou d’un ё on l’écrit « е » (et non « ѣ ») : мёдъ – медовый, мёлъ – мести, льва – левъ, мстить – месть, брать – беру… Exceptions : гнѣздо, сѣдло, цвѣтъ, звѣзда, дѣвать, зѣвать, et обрѣсти, запечатлѣть et leurs dérivés s’écrivent avec un « ѣ » bien qu’ils se prononcent parfois comme un « ё » (птичьи гнѣзда, цвѣлъ, пріобрѣлъ, зѣвъ, одѣвка, запечатлѣнъ). Les exceptions sont à l'origine des erreurs qui ont fini par devenir la norme.
7. La terminaison des adjectifs pluriels masculins est le « е » (большіе дома, деревянные столы, новые корабли). La terminaison des adjectifs pluriels féminins et neutres est « я » (большія деревья, деревянныя скамьи, новыя лодки).
8. La terminaison génitive des adjectifs masculin en –ій, –ый est –аго ou –яго (славнаго, поющаго, бѣлаго, большаго (большій), самаго (самый), синяго, птичьяго, бабьяго, акульяго) ; ceux en –ой s’écrivent –ого : большого (большой), золотого, иного. De même ont une forme en –ого les termes au nominatif en –ъ : одного, этого, самого (самъ). Les mots suivants ont une forme en –его : моего, твоего, своего, нашего, вашего, ихнего.
9. Les substantifs masculins au datif et au prépositionnel ainsi que les substantifs féminins au prépositionnel se terminent en ѣ : дядѣ, о машинѣ ; на столѣ, въ яблокѣ.
10. Par conséquent, les adverbes construits sur les substantifs au datif et prépositionnel s’écrivent avec un « ѣ » : втайнѣ, вживѣ, вмѣстѣ, вкратцѣ, вполнѣ, вскорѣ. De même on écrit avec un « ѣ » les adverbes en –лѣ et –дѣ : возлѣ, отколѣ, доселѣ, подлѣ; вездѣ, гдѣ, индѣ, здѣ(сь).
11. La forme imperfective des verbes en « –ѣть » s’écrit avec un « ѣ » (смотрѣть, болѣть, пѣть), et le yat’ se maintient dans toutes les formes dérivées de l’imperfectif : усмотрѣніе, предусмотрѣнный; заболѣвать, болѣзнь; пѣніе, пѣсня, запѣвать, пѣтухъ. Exception : les infinitifs переть, тереть, мереть et leurs dérivés : запереть, преніе (споръ), треніе, умереть (car ici le premier « е » de « -ереть » est une voyelle mobile).
12. Les terminaisons « –ѣе », « –ѣй » et « –ѣйшій » des adjectifs et adverbes comparatifs et superlatifs s’écrivent avec un « ѣ » : веселѣе, быстрѣй, главнѣйшій, болѣ-менѣ (ici forme courte sans « е » final).
13. Le préfixe « нѣ- » s’emploie pour marquer la présence d’une quantité mal déterminée (нѣсколько, нѣкое, нѣкогда, нѣкто). Le préfixe « не- » signifie la négation ou l’absence de quelque chose (негдѣ, не чѣмъ, некогда, небольшой).
14. Les préfixes « без- » et « чрез- » s’écrivent toujours avec un « з » :  безпечный, безмѣрный, чрезполосный. Les autres préfixes (раз-, из-, воз-, etc.) conservent le « з » devant un « с » et les consonnes sonores, ils s’écrivent avec un « с » devant les consonnes sourdes : разсказъ, изслѣдовать, возстаніе, возбранить, изжить, распросъ, исходить, воскинуть.
15. Quelques cas d’utilisation fréquente que l’on peut retenir :
  1. Le suffixe diminutif « –енька » s’écrit toujours avec un « е » : заенька, маменька.
  2. Le génitif du pronom personnel она est ея (нея) :  (кого?) ея здѣсь нѣтъ, у нея грозный видъ, ея (кого? чей?) видъ грозенъ, это ея вещи. L’accusatif est – её (неё) : увидѣлъ ее, вглядѣлся въ нее.
  3. Le pronom personnel de la troisième personne du singulier est « они » au masculin et au neutre et « онѣ » au féminin : они – люди, дома, облака; онѣ – женщины, исторіи, картины.
  4. La forme plurielle du numérateur « одинъ » est « одни » au masculin et au neutre, « однѣ » au féminin, il se conserve lors de la déclinaison : однѣхъ книгъ, однѣмъ чашкамъ, однѣми кошками. 
  5. Le pronom duel (« tous les deux ») est « оба » au masculin et au neutre, au féminin on écrit « обѣ », le yat perdure dans la déclinaison : обѣихъ женщиъ, обѣимъ девушкамъ.
  6. On emploie le « ѣ » :
    1. au féminin du numérateur « двѣ » et dans ses dérivés : двѣнадцать, двѣсти; 
    2. dans les pronoms мнѣ, тебѣ, себѣ;
    3. dans les pronoms « кто », « что », « всё » à l’instrumental : кѣмъ, чѣмъ, всѣмъ; 
    4. dans la majorité des cas pour les pronoms « весь » et « тотъ » : всѣ, тѣ; всѣму свѣту, тѣми людьми, всѣхъ благъ, тѣхъ утратъ, всѣмъ желаніямъ…

  7. Le « ѣ » s’écrit aussi dans les mots suivants :
    1. нѣтъ, здѣсь, внѣ, кромѣ, нынѣ (et dans leurs dérivés : нѣкать, здѣшній, внѣшность, кромѣшный, нынѣшній), ainsi que развѣ;
    2. dans les vieux noms des lettres : живѣте, зѣло, мыслѣте, хѣръ;
    3. dans le nom de la ville Вѣна et les fleuves Нѣманъ, Онѣга, Днѣстръ, Днѣпръ;
    4. dans les noms propres : Глѣбъ, Алексѣй, Елисѣй, Еремѣй, Патрикѣй, Мокѣй, Гордѣй, Матвѣй, Ѳадѣй (formes russifiées de Матѳей, Ѳаддей), Сергѣй, Рогнѣда.

  8. Les adverbes suivants prennent un « е » : едва, теперь, весьма, всегда, нынче, прежде, вообще, вовсе, всуе, втуне, вотще, крайне, уже, еле, даже, вдвое, втрое, еже(-дневно, -годно…).

## Liste de termes s'écrivant avec un Ѳ
| Агаѳангелъ  | Іакинѳъ      | Юдиѳь       |
| Агаѳія      | Карѳагенъ    | Ѳавмасій    |
| Агаѳодоръ   | Каѳедра      | Ѳаддей      |
| Агаѳоклія   | Каѳизма      | Ѳалалей     |
| Агаѳонъ     | Каѳолическій | Ѳалассій    |
| Акаѳистъ    | Киѳара       | Ѳалъ        |
| Алгориѳмъ   | Ксанѳій      | Ѳе(о)доръ   |
| Анаколуѳъ   | Левіаѳанъ    | Ѳе(о)дотъ   |
| Анаѳема     | Логариѳмъ    | Ѳе(о)спесій |
| Анѳимъ      | Логоѳетъ     | Ѳеагенъ     |
| Анѳиръ      | Манеѳа       | Ѳеизмъ      |
| Анѳиса      | Мараѳонъ     | Ѳекла       |
| Анѳологіонъ | Марѳа        | Ѳемелій     |
| Апоѳема     | Маѳусаилъ    | Ѳемида      |
| Апоѳеозъ    | Меѳимонъ     | Ѳемистоклъ  |
| Ареѳій      | Меѳодій      | Ѳеогній     |
| Ариѳметика  | Миѳъ         | Ѳеогностъ   |
| Аѳанасій    | Наѳанаилъ    | Ѳеодоритъ   |
| Аѳеизмъ     | Орѳографія   | Ѳеодосій    |
| Аѳиногенъ   | Орѳоэпія     | Ѳеодохъ     |
| Аѳинодоръ   | Парѳеній     | Ѳеодулъ     |
| Аѳины       | Парѳенонъ    | Ѳеоктистъ   |
| Аѳонъ       | Паѳосъ       | Ѳеона(-ія)  |
| Варѳоломей  | Пиѳія        | Ѳеонилла    |
| Виѳліемъ    | Риѳма        | Ѳеопистъ    |
| Геѳсиманія  | Руѳь         | Ѳеопрепій   |
| Голгоѳа     | Саваоѳъ      | Ѳеостириктъ |
| Демосѳенъ   | Скиѳъ        | Ѳеотекнъ    |
| Диѳирамбъ   | Сосѳенъ      | Ѳеотихъ     |
| Дороѳей     | Спаѳарій     | Ѳеофанъ     |
| Досиѳей     | Тимоѳей      | Ѳеофилактъ  |
| Еванѳія     | Филоѳей      | Ѳерапонтъ   |
| Евстаѳій    | Хрисанѳъ     | Ѳессалоники |
| Еле(в)ѳерій | Эсѳирь       | Ѳиміамъ     |
| Ероѳей      | Эѳилъ        | Ѳирсъ       |
| Еѳерій      | Эѳиръ        | Ѳома        |
| Еѳимоны     | Эѳіопія      |             |
| Иѳика       | Эѳіопъ       |             |

## Liste de termes s'écrivant avec un ѵ
L'usage du ѵ était pratiquement tombé en désuétude à la fin du XIXe siècle. On ne le rencontre en dehors de textes religieux que dans les mots сѵнодъ et мѵро.
- Termes pouvant s'écrire avec ѵ :

вѵссъ, Егѵптъ, Еѵангеліе, Еѵдокія, Еѵфимій, еѵхаристія, лаѵръ, Моѵсей, мѵро, мѵропомазаніе, Паѵлъ, полѵелей, сѵнодъ, сѵнгклитъ, ѵпакои, ѵпархъ, ѵпостась, ѵпатъ, ѵподіаконъ.